# Accra (chi bướm)
Accra là một chi bướm đêm thuộc phân họ Tortricinae trong họ Tortricidae.

## Các loài
- Accraamanica Razowski, 2005
- Accra erythrocyma Meyrick, 1930
- Accra kassaicola Razowski, 2005
- Accra kikuayana Razowski, 2005
- Accra ornata Razowski, 1966
- Accra plumbeana Razowski, 1966
- Accra rubicunda Razowski, 1966
- Accra rubrothicta Razowski, 1986
- Accra tanzanica Razowski, 1990
- Accra venatrix (Meyrick, 1930)
- Accra viridis (Walsingham, 1891)
- Accra witteae Razowski, 1964